# Pastor primarius

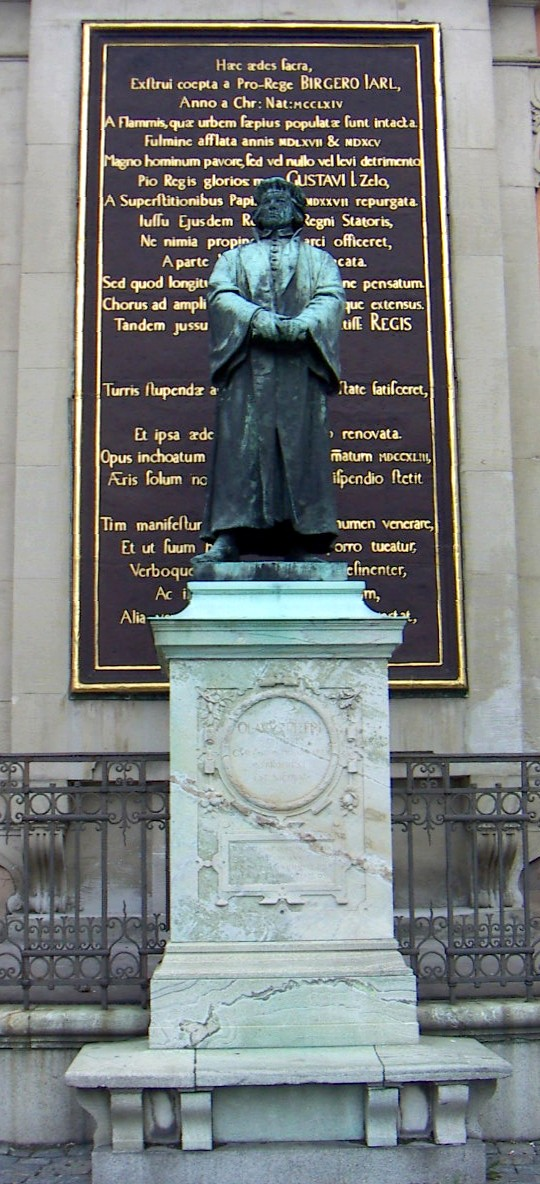
Pastor primarius Olaus Petri utanför Storkyrkan i Stockholm, staty av Theodor Lundberg.

Pastor primarius (nylatin "den främste kyrkoherden") var från 1500-talet till 1989 benämning på kyrkoherden i Storkyrkoförsamlingen i Stockholm. Stockholms stad låg utanför stiftsindelningen och styrdes fram till 1936 av Stockholms stads konsistorium, som bestod av stadens kyrkoherdar med pastor primarius som preses. Detta år inrättades Stockholms domkapitel, som intill stiftsbildningen 1942 hade pastor primarius som preses. Titeln behöllls även därefter, då kyrkoherden i Storkyrkoförsamlingen blivit domprost. Den avskaffades 1989. 
Under ståndsriksdagens tid ingick pastor primarius som regel i clerus comitialis.

## Series pastorum
Series pastorum i domkyrkoförsamlingen under och efter reformationen:
| Ämbetsperiod | Ämbetsperiod         | Pastor primarius (från och med 1990 domprost)                     |
| ------------ | -------------------- | ----------------------------------------------------------------- |
| Från         | Till                 | Pastor primarius (från och med 1990 domprost)                     |
| 2023         | Nuvarande innehavare | Jonas Eek                                                         |
| 2021         | 2023                 | Marika Markovits                                                  |
| 2013         | 2021                 | Hans Ulfvebrand                                                   |
| 2006         | 2012                 | Åke Bonnier                                                       |
| 2003         | 2006                 | Hakon Långström                                                   |
| 2001         | 2003                 | Lennart Koskinen                                                  |
| 1998         | 2001                 | Tony Guldbrandzén                                                 |
| 1990         | 1998                 | Caroline Krook                                                    |
| 1986         | 1989                 | Gösta Wrede                                                       |
| 1980         | 1985                 | Ludvig Jönsson                                                    |
| 1972         | 1979                 | Lars Carlzon                                                      |
| 1970         | 1972                 | Åke Kastlund                                                      |
| 1959         | 1970                 | Åke Zetterberg                                                    |
| 1943         | 1958                 | Olle Nystedt                                                      |
| 1921         | 1940                 | Nils Widner                                                       |
| 1897         | 1918                 | Johan Fredrik Håhl                                                |
| 1884         | 1895                 | Fredrik August Fehr                                               |
| 1880         | 1883                 | Adam Teodor Strömberg, (tillträdde 1882)                          |
| 1858         | 1879                 | Carl Magnus Fallenius, (tillträdde 1860)                          |
| 1843         | 1854                 | Abraham Zacharias Pettersson                                      |
| 1837         | 1841                 | Carl Peter Hagberg                                                |
| 1818         | 1837                 | Johan Olof Wallin, (tillträdde 1821)                              |
| 1812         | 1818                 | Peter Samuel Drysén                                               |
| 1801         | 1811                 | Gustaf Murray                                                     |
| 1786         | 1800                 | Johan Gustaf Flodin                                               |
| 1781         | 1785                 | Carl Edvard Taube                                                 |
| 1778         | 1780                 | Uno von Troil                                                     |
| 1774         | 1777                 | Olof Celsius d.y.                                                 |
| 1771         | 1773                 | Daniel Herweghr                                                   |
| 1751         | 1770                 | Göran Klas Schröder                                               |
| 1744         | 1750                 | Anders (Andreas) Bergius                                          |
| 1734         | 1742                 | Erik Alstrin                                                      |
| 1730         | 1733                 | Andreas Kalsenius                                                 |
| 1725         | 1729                 | Nicolaus Barchius                                                 |
| 1718         | 1725                 | Sven Caméen                                                       |
| 1712         | 1718                 | Samuel Magni Törling                                              |
| 1681         | 1711                 | Mathias Iser                                                      |
| 1678         | 1680                 | Carl Carlsson                                                     |
| 1671         | 1678                 | Olaus Svebilius                                                   |
| 1666         | 1670                 | Nicolaus Johannis Rudbeckius                                      |
| 1665         |                      | Erik Odhelius (utnämndes men tillträdde aldrig)                   |
| 1649         | 1664                 | Ericus Emporagrius                                                |
| 1648         | 1649                 | Simon Benedicti (Arosiensis, Montanus)                            |
| 1640         | 1647                 | Olaus Laurelius                                                   |
| 1624         | 1639                 | Jacobus Johannis Zebrozynthius                                    |
| 1621         | 1623                 | Benedictus Petri Leuchovius                                       |
| 1620         | 1621                 | Laurentius Olai Wallius                                           |
| 1611         | 1618                 | Olaus Elimaeus                                                    |
| 1604         | 1610                 | Johannes Svenonis Raumannus                                       |
| 1600         | 1603                 | Carolus Petri (Hedemorensis)                                      |
| 1593         | 1598                 | Ericus Olai Schepperus                                            |
| 1585         | 1590?                | Petrus Pauli (Paulinus)                                           |
| 1582         | 1585                 | Laurentius Erici Forssius (Forserus)                              |
| 1581         |                      | Jonas de Arboga                                                   |
| 1578         | 1580                 | Jonas Birgeri Dalekarlus                                          |
| 1576         | 1577                 | Salomon Birgeri                                                   |
| 1567         | 1575                 | Olaus Petri Medelpadius                                           |
| 1566         |                      | Jonas Erici                                                       |
| 1563         | 1565                 | Laurentius Olai Gestricius                                        |
| 1553         | 1562?                | Johannes Nicolai Ofeegh (”Liquorista”)                            |
| 1552         |                      | Sigfrid Nicolai                                                   |
| 1543         | 1552                 | Olaus Petri                                                       |
| 1539         | 1540                 | Benedictus Olavi                                                  |
| 1530         | ????                 | Johannes (Hans) Nicolai Kökemäster                                |
| 1524         | 1527                 | Nicolaus Stecher, kyrkans förste evangeliskt lutherske kyrkoherde |